# Pseudargyria parallelus
Pseudargyria parallelus là một loài bướm đêm trong họ Crambidae.